# برگرن ایم دونکل‌اشتاینروالد
برگرن ایم دونکلستانروالد (به آلمانی: Bergern im Dunkelsteinerwald) یک منطقهٔ مسکونی در اتریش است که در ناحیه کرمس-لاند واقع شده‌است. برگرن ایم دونکلستانروالد ۱٬۲۶۸ نفر جمعیت دارد.